# Biš
Biš – wieś w Słowenii, w gminie Trnovska vas. W 2018 roku liczyła 341 mieszkańców.